# Cămin La Salle

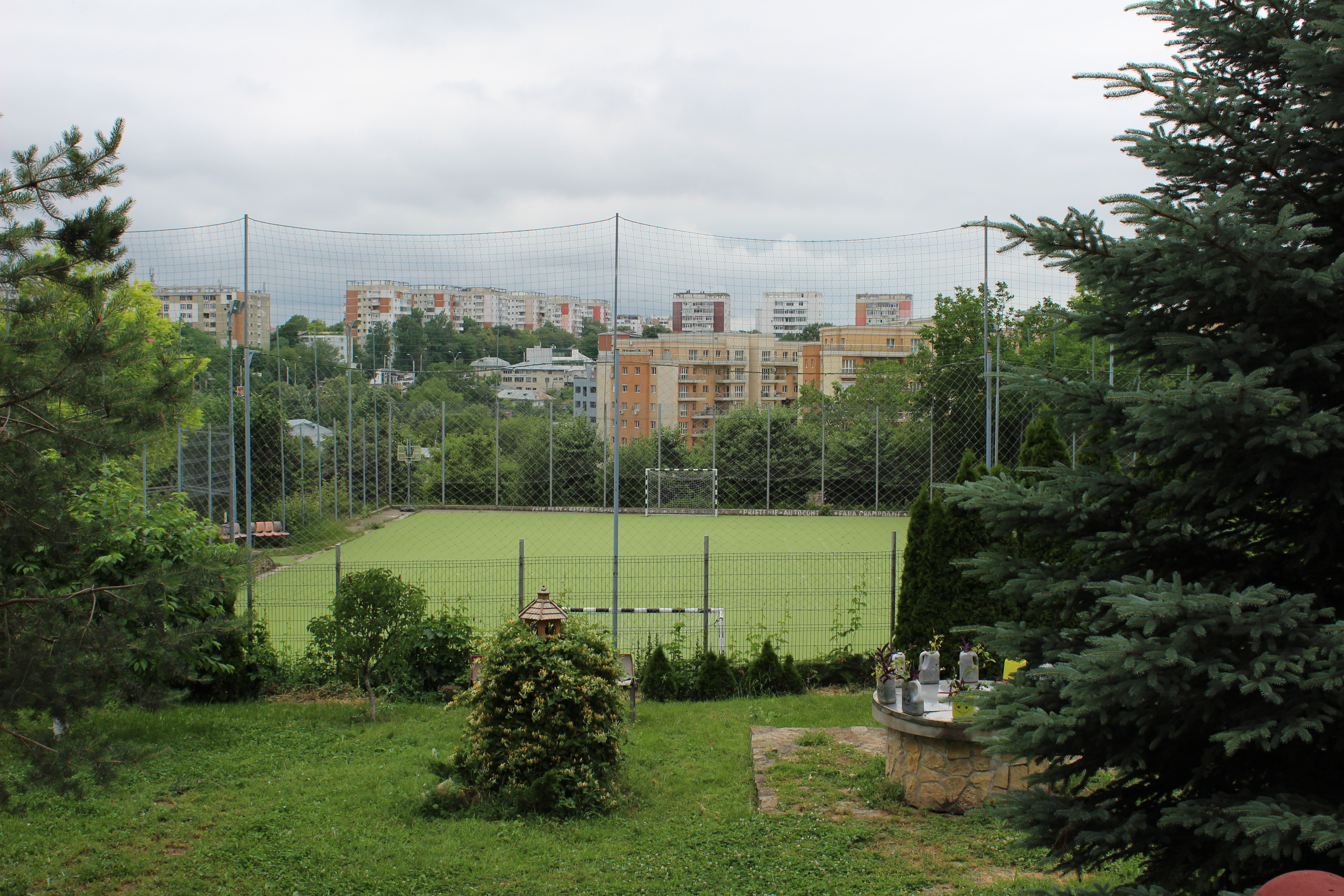
Pati exterior del Cămin el juny del 2017

La Llar La Salle (Iași, Romania) acull des de fa més de 10 anys a joves en dificultats socials, procedents d'entorns socials desfavorits. El Cămin respon a la necessitat d'acollida, allotjament, acompanyament especialitzat, atenció psicològica i individualitzada i creació d'un entorn educatiu com a família a tots aquests joves amb dificultats.
Un cop s'arriba a l'edat dels 18 anys, els joves tenen lliure elecció del seu futur amb la condició d'un treball digne, uns estudis i una vida estable per tenir una vida assegurada.
Els Germans són els tutors legals dels nois acollits les edats dels quals oscil·la entre els 12 i 20 anys. A la Llar (Cămin en romanès) es té cura de la seva formació en valors, el seguiment escolar i les seves necessites bàsiques. La vida a la Llar és familiar i per això es limita el nombre de beneficiaris a 18 com a màxim, considerant que els nois acollits necessiten sobretot una atenció personalitzada. L'única ajuda estatal (la Protecció de menors, qui també envia els nois a la llar) és de 16 € per mes i noi, la resta del pressupost es cobreix amb donacions procedents gran part de La Salle Europa.
El Cămin té una sèrie d'objectius establerts.
1. La recepció, acollida i protecció durant un període limitat de temps per un grup de nois entre 14 i 18 anys i en casos excepcionals on l'edat mínima pot ser de 10 anys, siguin orfes o procedents d'entorns socials desfavorits.
2. Integració dels beneficiaris en un camp de nivell educatiu i professional segons les capacitats individuals i aspiracions.
3. L'adquisició de la competència social.
4. Creació d'un entorn educatiu com a família.
5. Desenvolupament de l'autonomia personal i la responsabilitat.
6. Desenvolupament de la capacitat intel·lectual, moral i afectiva adaptades a la situació d'edat i la vida.
7. Inserció professional i social col·laborant amb la família, família d'acollida, altres funcionaris dels serveis socials i/o professionals (educadors i psicòlegs).
8. Inserció en família d'origen o família d'acollida.
9. Inserció en projectes destinats a joves que deixen el sistema de protecció de menors. És a dir, preparació d'itineraris per la inserció social progressiva destinada a tots aquells joves que per edat o altres circumstàncies deixen la Llar.